# STEP 7
STEP 7 ist eine Software zur Programmierung von speicherprogrammierbaren Steuerungen (SPS) der SIMATIC-S7-Familie der Siemens AG und ist Nachfolger von STEP 5 für die SIMATIC-S5-Controller. STEP 7 ist aufgrund der weiten Verbreitung der SIMATIC-Controller (SPS- und PC-basierte Steuerungen) in Deutschland zu einem Quasi-Standard geworden und steht im Wettbewerb mit anderen Programmiertools, die ebenfalls auf IEC 61131-3 basieren.
Bekannt wurde die Software auch durch das Virus Stuxnet. Das Virus griff die SIMATIC-S7-Steuerungen über einen von Siemens ausgelieferten Windows-Laptop mit der Bezeichnung SIMATIC Field PG an. Es erlangte über den mit dem Microsoft-Windows-Betriebssystem ausgerüsteten PC Zugriff auf die Frequenzumrichter des iranischen Atomprogramms in Teheran. Auf den PCs war STEP 7 installiert und das Virus manipulierte die Treiber der Software, indem es Dateien (DLL) des Programms überschrieb. Die Verbreitung erfolgte durch die autorun.inf-Datei via USB-Stick.

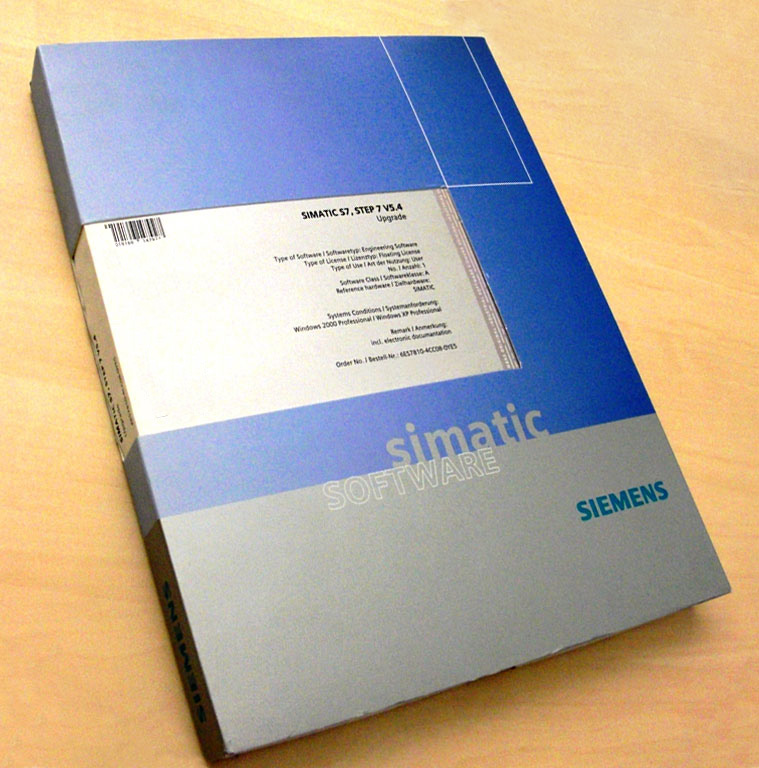
STEP7 V5.4 Softwarepaket

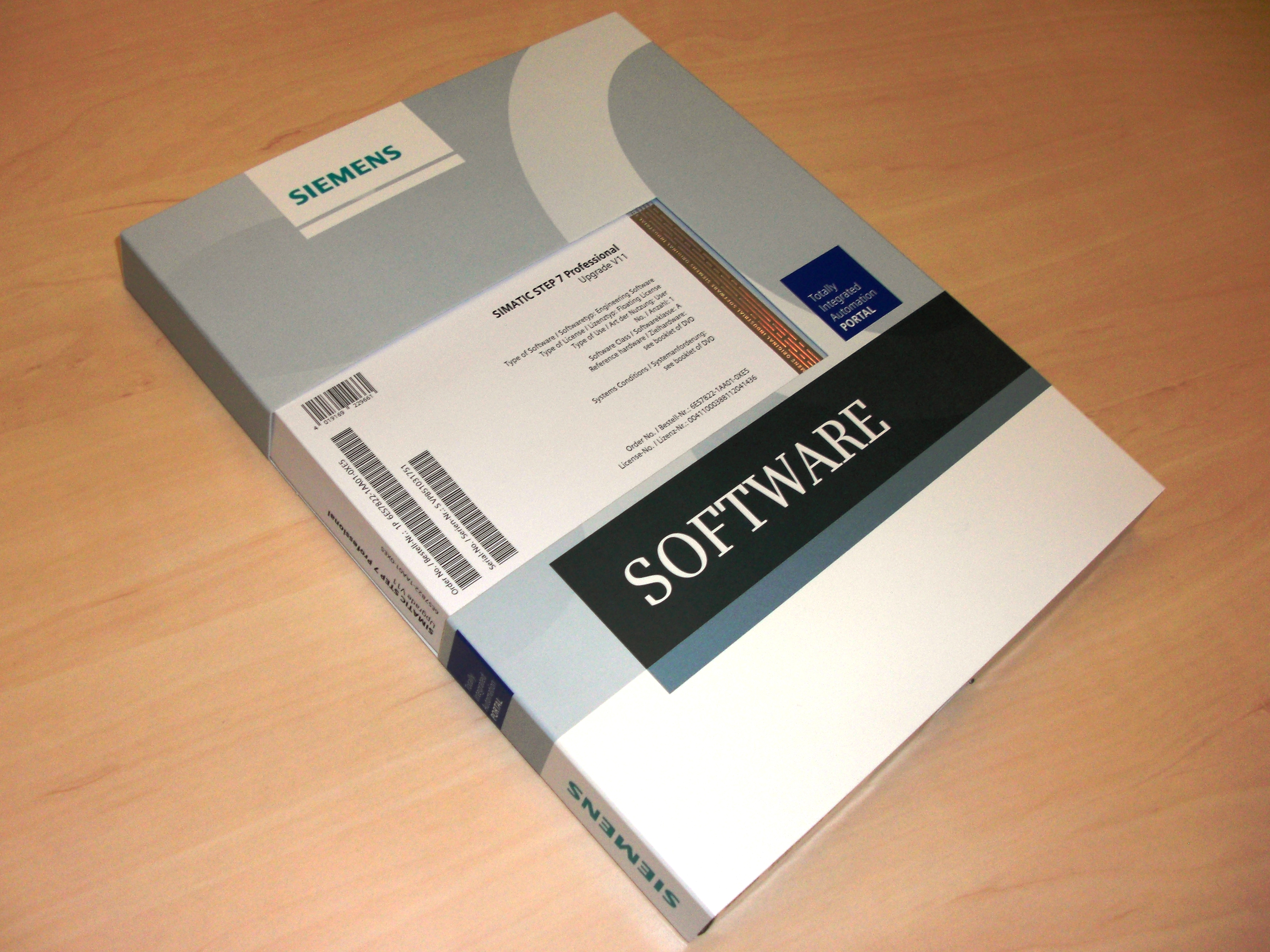
STEP7 V11 Softwarepaket

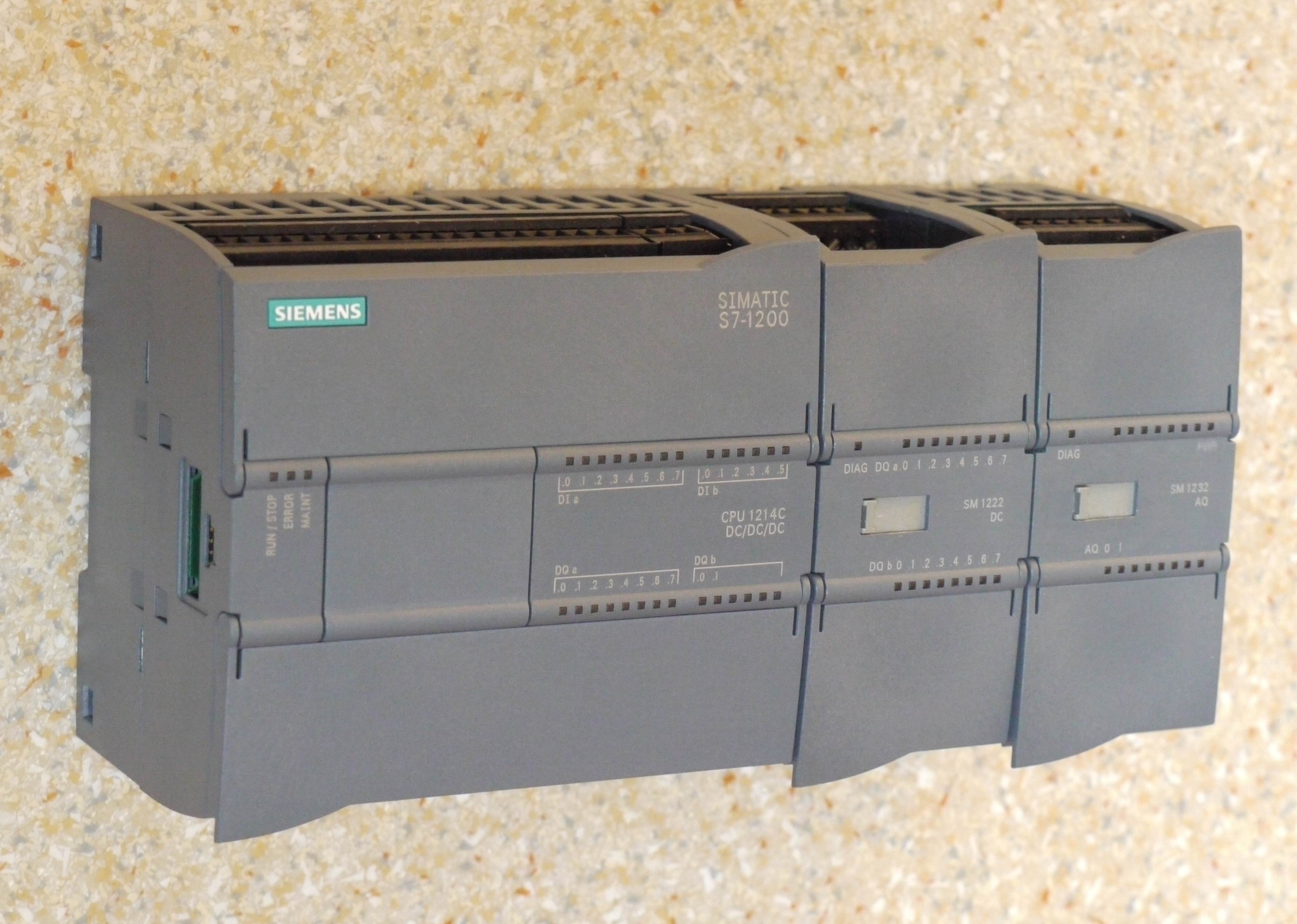
Siemens Simatic S7-1200 SPS mit digitalem Ein-/Ausgangsmodul und einem analogen Ausgangsmodul

## Beschreibung
STEP 7 beherrscht in der Basisversion folgende nach der DIN EN 61131-3 genormten Programmiersprachen:
- FBS – Funktionsbausteinsprache (früher FUP – Funktionsplan)
- KOP – Kontaktplan (englisch LD oder LAD für Ladder Diagram)
- AWL – Anweisungsliste, auch englisch als STL (Statement List) bezeichnet[4]

Als weitere EN 61131-3-konforme Optionen (Engineering Tools) sind verfügbar:
- S7 SCL (Structured Control Language) Strukturierter Text – eine strukturierte Hochsprache
- S7-Graph (grafisch programmierbare Ablaufsprache)

darüber hinaus:
- S7 HiGraph, graphische Programmierung über Zustandsgraphen
- S7 CFC (Continuous Function Chart)

Programme in Anweisungsliste entsprechen eher der klassischen Assembler-Programmierung. Zusammen mit SCL gehört sie zu den textbasierten Programmiersprachen. Alle übrigen Programmiertools sind graphische Programmieroberflächen.
Dreh- und Angelpunkt aller Operationen ist hier ein Akkumulator, der mit jeglichen Datentypen arbeiten kann.
Allen Darstellungsformen ist gemeinsam, dass Programmteile in sogenannten Funktionen (ohne Zustandsspeicherung) und Funktionsbausteinen (mit Zustandsspeicherung) erstellt werden. Diese Art der strukturierten Programmierung erhöht die Anschaulichkeit und vereinfacht z. B. Programmänderungen. Die wiederverwendbaren Bausteine reduzieren auch den Aufwand für Folgeprojekte.
Als weitere Optionen sind Engineeringtools zur Diagnose und Simulation sowie zur Parametrierung einfacher oder komplexer Regelkreise verfügbar.
Mit STEP 7 programmierte Simatic-Controller greifen auf die gleiche Datenbasis zu wie Simatic-Bedien- und Beobachtungsgeräte. Aus dieser von Siemens als Totally Integrated Automation bezeichneten Durchgängigkeit ergeben sich Vorteile für die Nutzer von Simatic-Geräten für unterschiedliche Aufgaben.
Auch können SPS von Siemens mit der Software konfiguriert werden. Muss ein Gerät ersetzt werden, so ist eine Hardware Konfiguration z. B. via DIP-Schalter nicht notwendig. Die Parametrisierung erfolgt beim Hochfahren der SPS durch das Programm.
Neben Siemens gibt es auch eine Reihe von Anbietern, die nach eigenen Aussagen zum STEP 7-Standard kompatible Steuerungen oder auch einfachere Programmiersoftware anbieten. Beispielsweise bietet das Unternehmen INSEVIS aus Erlangen mit STEP 7 programmierbare Steuerungen (auch mit integriertem Panel) an. Oder das Unternehmen Saia-Burgess Electronics, das mit der Saia PCD Serie xx7 eine nach eigenen Aussagen STEP 7-kompatible Steuerungsfamilie anbietet. Die Herzogenauracher Firma VIPA bietet speicherprogrammierbare Steuerungen aus der SPEED 7 Serie an, die sich auch mit STEP 7 programmieren lassen.
Weiterhin gibt es viele Anbieter, die Tools oder Funktionsbausteine entwickeln, die dem Programmierer zeitraubende Arbeiten oder Fehleranalysen abnehmen.

## Begriffsherkunft
STEP ist hier ein Akronym und steht für STeuerungen Einfach Programmieren.

## Versionsgeschichte
| Version | Lieferfreigabe     | Abkündigung       | Eigenschaften / Änderungen / Neuerungen |
| ------- | ------------------ | ----------------- | --- |
| 1.0     | 1995               | 1. Februar 1997   | Angefangen mit der Version 1.0 startete 1995 die Versionsgeschichte von STEP 7. Sie wurde auf acht Installationsdisketten und einer Autorisierungsdiskette ausgeliefert. Ablauffähig war die erste Version unter Windows 3.11. |
| 2.0     |                    | 1. Februar 1998   | Mit der Simatic S7-400 kam die Version 2.0 auf den Markt und diese war dann unter Windows 95 lauffähig. |
| 2.1     | 27. August 1996    | 13. Januar 1998   | Unter anderem Upgrade des Baugruppenkataloges mit den aktuellen S7-300 CPU Baugruppen. |
| 3.0     |                    |                   | Unter anderem wurde mit dieser Version auch die SIMATIC S7 Software-SPS WinAC eingeführt. |
| 3.1     | 5. Juni 1997       | 1. Oktober 1997   | Die Version 3.1 für Windows 95 war sowohl auf Disketten als nun auch auf CD erhältlich. |
| 3.2     | 1. Oktober 1997    | 1. Mai 1999       | Version 3.2 erschien mit der Abkündigung der vorgehenden Version, auch diese war sowohl auf Disketten als auch auf CD erhältlich und lauffähig unter Windows NT. |
| 4.0     | 2. November 1998   | 1. September 2000 | Die nachfolgende Version 4.0, ebenfalls für Windows 95 und NT gab es nur noch auf CD. Mit dem SP3 für Windows NT korrigierte auch Siemens Bugs in seiner Software und brachte die Version 4.01 heraus. |
| 5.0     | 7. Juni 1999       | 1. Januar 2003    | Version 5.0 unterstützte zusätzlich zu 95 und NT auch Windows 98. Außerdem wurde die Software mit weiteren Funktionen ausgebaut. |
| 5.1     | 14. August 2000    | 1. Juni 2004      | Mit Version 5.1 folgte eine Verbesserung und Ausbau der Software und eine Freigabe für die Betriebssysteme Windows ME und Windows 2000 (neben weiterhin Windows 95/98/NT). |
| 5.2     | 16. Januar 2003    | 1. Oktober 2006   | Die nachfolgende Version 5.2 war zusätzlich unter Windows XP lauffähig. |
| 5.3     | 30. Januar 2004    | 30. August 2010   | Ein neues Lizenzkonzept wurde mit der Version 5.3 eingeführt, man kann nun mit einer Lizenz nicht mehr nur einen Rechner mit der installierten Software bedienen, sondern man kann die Lizenz z. B. auf einen Server legen und der User, welcher gerade arbeiten möchte holt sich diese. Weiterhin unterstützte diese Version nur noch Windows 2000 und Windows XP, daher wurde die Vorgängerversion noch lange parallel geliefert, um alte Betriebssysteme noch bedienen zu können. Auch diese Version wurde zuletzt mit Service Pack 3 (erschienen am 15. September 2005) noch lange geliefert, um die japanische und chinesische Sprache zu unterstützen. |
| 5.4     | 6. April 2006      |                   | Die reine V5.4 wurde nur ausgewählten Kunden in der Pilotphase überlassen, bis am 4. Oktober 2006 mit dem SP1 (auch mit neuen Funktionen) der breite Markt beliefert wurde. Ab dem 15. Juni 2007 wurde das Service Pack 2 zur Verfügung gestellt, damit kamen auch die Lizenzen auf USB-Stick und nicht mehr auf Diskette. Ab dem 12. Oktober 2007 wurde das Service Pack 3 ausgeliefert, es erfolgte damit eine Aktualisierung des Baugruppenkataloges und die Freigabe für Windows Vista. Allerdings bestand eine Inkompatibilität mit Windows XP SP3. Am 10. September 2008 brachte Siemens das Service Pack 4 für die Version 5.4 um diese Inkompatibilität zu beheben und zahlreichen Neuerungen einzubringen heraus. Am 25. Mai 2009 erschien Service Pack 5. Alle Service Packs sind auch separat verfügbar. |
| 5.5     | 30. August 2010    |                   | Diese Version läuft neben Windows XP (SP2 und SP3) nun auch unter Windows 7 (32 Bit), jedoch wird Windows Vista nicht mehr unterstützt. Weiterhin wurden neue Funktionen eingefügt. Mit dem Erscheinen dieser Version wurde die Version 5.3 endgültig abgekündigt. Seit dem SP1 ist STEP 7 V5.5 auch unter Windows 7 64-Bit (Professional, Ultimate und Enterprise) lauffähig. |
| 5.6     | 1. Juni 2017       |                   | Diese Version läuft nun auch unter Windows 10 Pro und Enterprise, Windows Server 2012 sowie Server 2016. Der Funktionsumfang wurde nur minimal erweitert. Service Pack 1 erschien am 26. Oktober 2018. Service Pack 2 erschien am 20. Dezember 2019. |
| 5.7     | 2. Juni 2021       |                   | Jetzt auch mit Unterstützung von Windows Server 2019. Es wurden Security-Updates durchgeführt. Verändert wurde auch die Meldungsprojektierung. |
| 10.0    |                    |                   | Diese Version gilt als Beta der neuen STEP 7 – Generation mit einer komplett neuen Framework-Oberfläche, genannt TIA Portal, und wurde nur ausgewählten Kunden zum Feldtest zur Verfügung gestellt. |
| 10.5    | 10. Juni 2009      |                   | Mit dem im April 2009 eingeleiteten Generationenwechsel bei den SIMATIC S7-Steuerungen wurde auch eine neue STEP 7 Software eingeführt. Zuerst wurde die S7-200 durch die S7-1200 innoviert, diese neue STEP 7 Version funktioniert jedoch zuerst nur für diese neue Steuerung. Februar 2013 erfolgte die Lieferfreigabe der S7-1500, welche zukünftig die beiden Produktlinien S7-300 und S7-400 vereinen. Durch die künftige Zusammenführung mit WinCC flexible, das aktuell in der Version 2008 SP3 vorhanden ist, in eine gemeinsame Software, erklärt sich der Versionssprung von V5 auf V10 der STEP 7. Mit dem Service Pack 1 wurde die Software auch in den Sprachen Italienisch, Französisch, und Spanisch angeboten.                                                                                      |
| 11.0    | 30. März 2011      | 1. Oktober 2013   | Mit Version 11 von STEP 7 als Bestandteil des TIA Portal Frameworks für die Controller-Programmierung werden nun auch die S7-300 und S7-400 so wie viele neue Funktionen unterstützt. |
| 12.0    | 27. Februar 2013   | 1. Oktober 2014   | Zur Pressekonferenz der Messe SPS/IPC/DRIVES in Nürnberg 2012 stellte Siemens die Version 12 von STEP 7 als Teil des TIA-Portals vor. Mit dieser Version wurde auch die Simatic S7-1500 eingeführt. Version 12 ist zur Programmierung dieser notwendig. Im Juli 2013 erschien das erste Servicepack für diese Version. |
| 13.0    | 28. Februar 2014   | 1. Dezember 2016  | Service Pack 1 erschien am 9. Januar 2015. |
| 14.0    | 30. September 2016 | 1. Oktober 2021   | Service Pack 1 erschien am 31. März 2017 und damit auch die Freigabe für Windows 10. |
| 15.0    | 21. Dezember 2017  | 25. Oktober 2018  | |
| 15.1    | 26. Oktober 2018   | 1. Januar 2023    | V15.1 war eine eigenständige Installation parallel zu V15, löste aber unmittelbar V15 ab. V15-Lizenzen konnten für V15.1 verwendet werden. |
| 16.0    | 2. Dezember 2019   | 1. Januar 2024    | |
| 17.0    | 28. Mai 2021       | 31. Januar 2025   | - Neue Programmiersprachen CEM und CFC - Neue CPUs S7-1518HF und S7-1518T/TF - DHCP und DNS mit S7-1500 CPUs - Schnell-Inbetriebnahme für Anlagen mit Safety-Anteil - Robot Library - Alarms & Conditions für OPC UA - TIA Portal ohne Installation als Abo in der Cloud |
| 18.0    | 25. November 2022  |                   | - Unterstützung von Windows 11 (und weiterhin auch Windows 10) - Namensräume - Symbolischer Zugriff zur Laufzeit (S7-1500) - Referenzen auf Technologieobjekte - Traces (z. B. Langzeittrace und Fast-Fourier-Transformation (FFT)) - PID (z. B. Erweiterung um RampSoak) • PLCSIM |
| 19.0    | 24. November 2023  |                   | - Unterstützung von 4K (Bildauflösung) - Intuitive Bewegungsführung - Simatic Motion Interpreter - Neue Sinamics Antriebsgeneration |
| 20.0    | 5. Dezember 2024   |                   | - Unterstützung neuer PLCs mit umfangreichen Motion Control- und Sicherheitsfunktionen, darunter die neue S7-1200 G2 - Steigerung der PLC-Performance bei S7-1511/S7-1513 - Einführung neuer modularer S7-1500 CPUs - Darstellung von grafischem Quellcode in natürlicher Sprache für externe Versionierungsprogramme - Zentrales User Management System für PLCs - Verbesserte Möglichkeiten zur Programmoptimierung und schnellere Programmlaufzeitanalyse - Optimierter Datenaustausch zwischen TIA Portal, TIA Portal Cloud und Project Server Cloud - Automatisiertes Cloud Backup - Testgetriebene Entwicklung mit Regressionstest-Funktionen in der TIA Portal Test Suite - Nahtlose Verbindung von generativer KI mit Siemens Industrial Copilot und TIA Portal                                             |